# Lödderitz
Lödderitz ist ein Ortsteil der Stadt Barby im Salzlandkreis in Sachsen-Anhalt.

## Geographie
Lödderitz inmitten des Biosphärenreservates Mittelelbe liegt in einem flachen Gebiet, von Feuchtwiesen umgeben, nahe der Mündung der Saale in die Elbe. Die Stadt Dessau-Roßlau liegt 18 km östlich, Calbe (Saale) ca. 14 km westlich von Lödderitz.

Lage von Lödderitz in der Stadt Barby

Zur ehemaligen Gemeinde Lödderitz gehörte der Ortsteil Rajoch.

## Geschichte
Der Ort Lödderitz ist slawischen Ursprungs, taucht aber erst 1330 erstmals in einer Urkunde auf, der Ortsteil Rajoch bereits 200 Jahre früher.
Lödderitz war jahrhundertelang oft Elbe-Hochwassern ausgesetzt. Ab Mitte des 19. Jahrhunderts begann man, die Ackerflächen, die den Sümpfen abgerungen wurden, einzudeichen. Nordöstlich von Lödderitz entwickelte sich aus dem Naturschutzgebiet Steckby-Lödderitzer Forst – als Biosphärenreservat bereits 1979 von der UNESCO als solches ausgewiesen – das um wesentliche Auengebiete erweiterte Biosphärenreservat Flusslandschaft Mittlere Elbe. In den Elbauen überlässt man inzwischen die Natur sich selbst – der ständige Wechsel von Hoch- und Niedrigwasser hat hier eine in Mitteleuropa einmalige Landschaft geschaffen.
Tradition hat das alljährlich stattfindende Heimat- und Jägerfest. Hier wird auch der alte Brauch des Ringreitens gepflegt.
Am 14. Mai 1901 wurde der Gutsbezirk Rajoch in eine Landgemeinde umgewandelt. Am 20. Juli 1950 wurde die Gemeinde Rajoch aufgelöst und in Lödderitz eingemeindet.
Am 1. Januar 2010 schlossen sich die bis dahin selbstständigen Gemeinden Lödderitz, Breitenhagen, Glinde, Groß Rosenburg, Pömmelte, Sachsendorf, Tornitz, Wespen und Zuchau sowie die Stadt Barby (Elbe) zur neuen Stadt Barby zusammen. Gleichzeitig wurde die Verwaltungsgemeinschaft Elbe-Saale, zu der Lödderitz gehörte, aufgelöst.

## Politik
- WgL/R: 5

### Ortschaftsrat
Vorsitzender des Ortschaftsrats Lödderitz ist Ingolf Fietz (WgL/R).

## Försterfriedhof

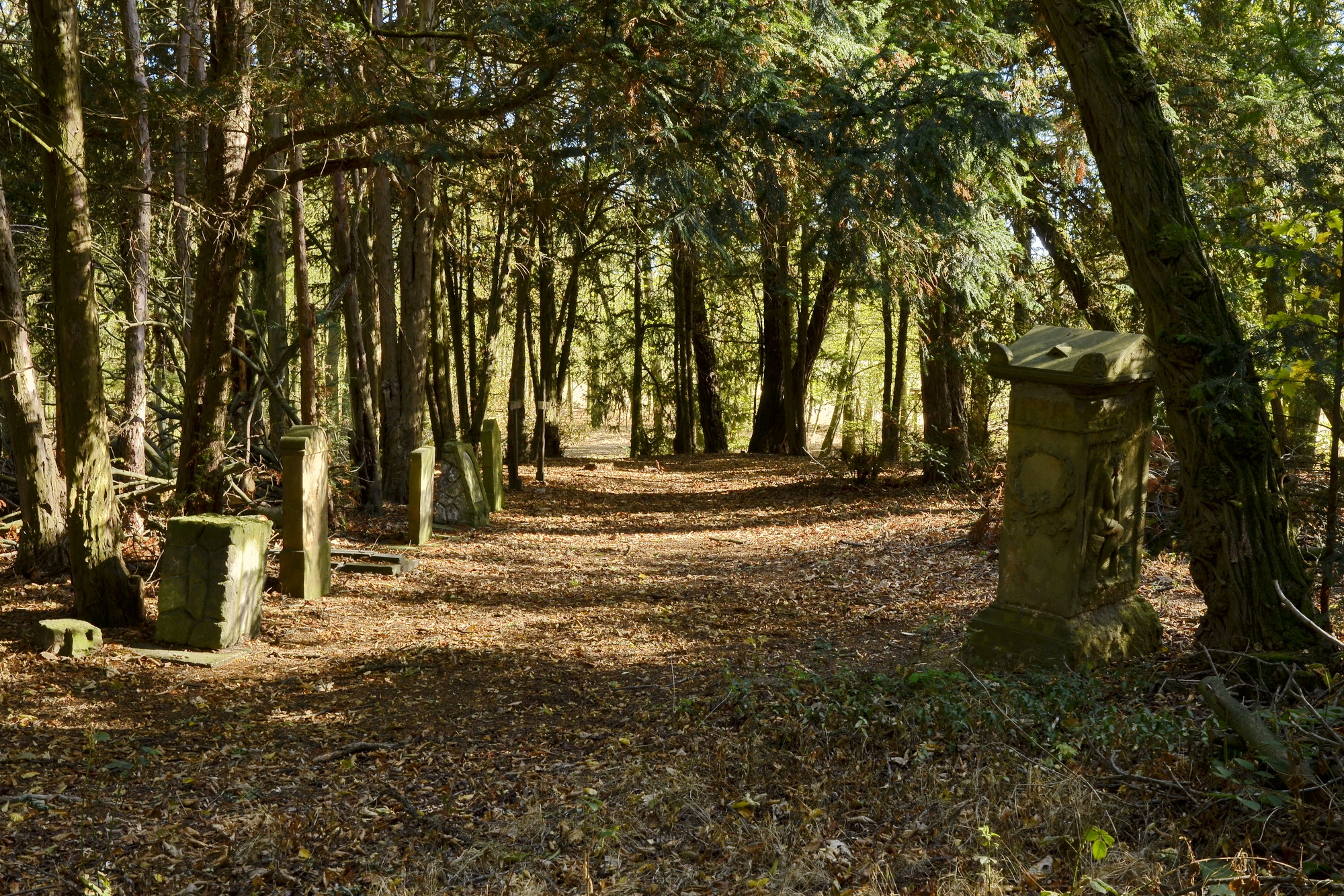
Der Försterfriedhof

1820 wurde außerhalb des Ortes auf der Schmiedeburg, einem ehemaligen slawischen Burgwall, ein Friedhof eingerichtet. Da dort viele Waldarbeiter und Förster beigesetzt sind, erhielt der Friedhof den Namen Försterfriedhof. Die letzte Bestattung fand 1940 statt, als der Maler Ernst Zehle dort beigesetzt wurde.
Der Försterfriedhof wird vom Dessauer Betreuungsforstamt gepflegt. Nach der Rückverlegung des Elbedeiches liegt der Försterfriedhof im Überschwemmungsgebiet der Elbe. Deshalb ist die Wegeverbindung zum Försterfriedhof gefährdet.
Im August 2018 wurden Pläne bekannt, im Bereich zwischen Saale und Elbe ein neues Naturschutzgebiet auszuweisen. In den Plänen war ursprünglich vorgesehen, dass der Försterfriedhof in der Kernzone liegt und deshalb nicht mehr betreten werden darf. Im Rahmen des Ausweisungsverfahrens wurde der Verordnungsentwurf auf Grundlage von Einwendungen aus der Bevölkerung angepasst. So wurde der Försterfriedhof in der letztendlich in Kraft getretenen Verordnung über das Naturschutzgebiet „Mittelelbe zwischen Mulde und Saale“ vom 20. Dezember 2018 aus der Kernzone des Naturschutzgebietes herausgenommen. Er ist über freigegebene Wege auch weiterhin für Besucher zugänglich.

## Persönlichkeiten
- Eduard Nobiling (1801–1882), Wasserbauingenieur, geboren in Lödderitz[10]
- Hubert von Meyerinck (1827–1900), preußischer Generalleutnant und Militärschriftsteller
- Gustav Adolf von Nordenflycht (1846–1921), Forstmeister in der Oberförsterei Lödderitz (1893–1920), Autor und Herausgeber von Veröffentlichungen zu Themen der Jagd.
- Ernst Zehle (1876–1940), Berliner Landschaftsmaler, hielt die Elbauenlandschaft in vielen seiner Bilder fest. Dem Werk des Künstlers, der in Lödderitz beigesetzt ist, widmet sich die Heimatstube des Ortes.

## Verkehrsanbindung
Lödderitz liegt an der Landstraße von Calbe (Saale) über Aken (Elbe) nach Dessau. Der nächste Bahnhof befindet sich in der Nachbargemeinde Sachsendorf (Strecke Magdeburg–Halle).